# Desmoscolex vinealis
Desmoscolex vinealis är en rundmaskart som beskrevs av Weischer 1962. Desmoscolex vinealis ingår i släktet Desmoscolex och familjen Desmoscolecidae. Inga underarter finns listade i Catalogue of Life.